# Dictyna obydovi
Dictyna obydovi là một loài nhện trong họ Dictynidae.
Loài này thuộc chi Dictyna. Dictyna obydovi được Yuri M. Marusik & Koponen miêu tả năm 1998.